# Prémio do Cinema Europeu de melhor diretor de fotografia
O Prémio do Cinema Europeu de melhor diretor de fotografia (em inglês: European Film Award for Best Cinematographer) é um prémio cinematográfico concedido anualmente, pela Academia de Cinema Europeu. Este prémio é, também, conhecido pelo nome Prémio Carlo Di Palma, desde 2008, homenageando o diretor de fotografia italiano Carlo Di Palma.
O prémio foi concedido pela primeira vez em 1988 como prémio especial e, desde então, tem sido concedido de forma regular, exceto no período entre 1993 a 1996.
A cor de fundo       indica os vencedores.

## Década de 1980
| Ano  | Diretor de fotografia      | Filme                  | Título no Brasil    | Título em Portugal  |
| ---- | -------------------------- | ---------------------- | ------------------- | ------------------- |
| 1988 | Mário Barroso              | Os Canibais            | Os Canibais         | Os Canibais         |
| 1988 | Henri Alekan               | Der Himmel über Berlin | Asas do Desejo      | As Asas do Desejo   |
| 1989 | Ulf Brantås Jörgen Persson | Kvinnorna på taket     |                     |                     |
| 1989 | Giorgos Arvanitis          | Topio stin omichli     | Paisagem na Neblina |                     |
| 1989 | Sándor Kardos              | Eldorádó               |                     |                     |
| 1989 | Krzysztof Ptak             | 300 mil do nieba       |                     | A 300 Milhas do Céu |
| 1989 | Yefim Reznik               | Malenkaja Vera         |                     |                     |

## Década de 1990
| Ano                                        | Diretor de fotografia            | Filme                                | Título no Brasil                                | Título em Portugal       |
| ------------------------------------------ | -------------------------------- | ------------------------------------ | ----------------------------------------------- | ------------------------ |
| 1990                                       | Tonino Nardi                     | Porte aperte                         | As Portas da Justiça                            | Portas Abertas           |
| 1990                                       | Pierre Lhomme                    | Cyrano de Bergerac                   | Cyrano de Bergerac                              | Cyrano de Bergerac       |
| 1990                                       | Göran Nilsson                    | Skyddsängeln                         |                                                 |                          |
| 1991                                       | Walther van den Ende             | Toto le Héros                        | Um Homem com Duas Vidas                         | Totó, o Herói            |
| 1992                                       | Jean-Yves Escoffier              | Les Amants du Pont-Neuf              | Os Amantes de Pont-Neuf                         | Os Amantes da Ponte Nova |
| De 1993 a 1996 o prémio não foi concedido. |                                  |                                      |                                                 |                          |
| 1997                                       | John Seale                       | The English Patient                  | O Paciente Inglês                               | O Paciente Inglês        |
| 1997                                       | Ron Fortunato                    | Nil by Mouth                         |                                                 |                          |
| 1997                                       | Tibor Máthé                      | Witman fiúk                          |                                                 |                          |
| 1998                                       | Adrian Biddle                    | The Butcher Boy                      | Nó na Garganta                                  | O Rapaz do Talho         |
| 1998                                       | Thierry Arbogast                 | Crna mačka, beli mačor               |                                                 | Gato Preto, Gato Branco  |
| 1998                                       | Dany Elsen                       | Le nain rouge                        |                                                 |                          |
| 1998                                       | Joseph Vilsmaier                 | Comedian Harmonists                  |                                                 |                          |
| 1999                                       | Lajos Koltai                     | La leggenda del pianista sull'oceano | A Lenda do Pianista do Mar                      | A Lenda de 1900          |
| 1999                                       | Yves Cape                        | L'Humanité                           | A Humanidade                                    |                          |
| 1999                                       | Aleksey Fyodorov Anatoli Rodinov | Moloch                               | Moloch - Eva Braun e Adolf Hitler na Intimidade | Moloch                   |
| 1999                                       | Jacek Petrycki                   | Günese yolculuk                      |                                                 |                          |

## Década de 2000
| Ano  | Diretor de fotografia                 | Filme                               | Título no Brasil                          | Título em Portugal                                |
| ---- | ------------------------------------- | ----------------------------------- | ----------------------------------------- | ------------------------------------------------- |
| 2000 | Vittorio Storaro                      | Goya en Burdeos                     |                                           |                                                   |
| 2000 | Aleksandr Burov                       | Svadba                              | As Bodas                                  |                                                   |
| 2000 | Éric Guichard Jean-Paul Meurisse      | Himalaya - l'enfance d'un chef      | Himalaia                                  | Himalaia                                          |
| 2000 | Agnès Godard                          | Beau travail                        | Bom Trabalho                              |                                                   |
| 2000 | Edgar Moura                           | Jaime                               | Jaime                                     | Jaime                                             |
| 2000 | Yuri Klimenko                         | Barak                               |                                           |                                                   |
| 2001 | Bruno Delbonnel                       | Le Fabuleux Destin d'Amélie Poulain | O Fabuloso Destino de Amélie Poulain      | O Fabuloso Destino de Amélie                      |
| 2001 | Tamás Babos                           | Paszport                            |                                           |                                                   |
| 2001 | Éric Gautier                          | Intimacy                            | Intimidade                                | Intimidade                                        |
| 2001 | Frank Griebe                          | Der Krieger und die Kaiserin        | A Princesa e o Guerreiro                  | A Princesa e o Guerreiro                          |
| 2001 | Rein Kotov                            | Karu süda                           |                                           |                                                   |
| 2001 | Fabio Olmi                            | Il mestiere delle armi              | O Objetivo das Armas                      | A Profissão das Armas                             |
| 2002 | Paweł Edelman                         | The Pianist                         | O Pianista                                | O Pianista                                        |
| 2002 | Javier Aguirresarobe                  | Hable con ella                      | Fale com ela                              | Fala com ela                                      |
| 2002 | Tilman Büttner                        | Russkij Kovcheg                     | Arca Russa                                | A Arca Russa                                      |
| 2002 | Frank Griebe                          | Heaven                              | Paraíso                                   | Heaven - Por Amor                                 |
| 2002 | Alwin H. Küchler                      | Morvern Callar                      | O Romance de Morvern Callar               | A Viagem de Morvern Callar                        |
| 2002 | Timo Salminen                         | Mies vailla menneisyyttä            | O Homem Sem Passado                       | O Homem Sem Passado                               |
| 2002 | Ivan Strasburg                        | Bloody Sunday                       | Domingo Sangrento                         | Domingo Sangrento                                 |
| 2003 | Anthony Dod Mantle                    | Dogville e 28 Days Later            | Dogville e Extermínio                     | Dogville e 28 Dias Depois                         |
| 2003 | Tom Fährmann                          | Das Wunder von Bern                 | O Milagre de Berna                        | O Milagre de Berna                                |
| 2003 | Bogumił Godfrejów                     | Lichter                             |                                           |                                                   |
| 2003 | Chris Menges                          | Dirty Pretty Things                 | Coisas Belas e Sujas                      | Estranhos de Passagem                             |
| 2003 | Italo Petriccione                     | Io non ho paura                     | Eu Não Tenho Medo                         | Não Tenho Medo                                    |
| 2003 | / Marcel Zyskind                      | In This World                       | Neste Mundo                               | Neste Mundo                                       |
| 2004 | Eduardo Serra                         | Girl with a Pearl Earring           | Moça com Brinco de Pérola                 | Rapariga com Brinco de Pérola                     |
| 2004 | Javier Aguirresarobe                  | Mar adentro                         | Mar Adentro                               | Mar Adentro                                       |
| 2004 | José Luis Alcaine                     | La mala educación                   | Má Educação                               | Má Educação                                       |
| 2004 | Lajos Koltai                          | Being Julia                         | Adorável Júlia                            | As Paixões de Júlia                               |
| 2004 | Alwin H. Küchler / Marcel Zyskind     | Code 46                             | Código 46                                 | Código 46                                         |
| 2004 | Andreas Sinanos                       | Trilogia – To livadi pou dakrizi    |                                           |                                                   |
| 2005 | Franz Lustig                          | Don't Come Knocking                 | Estrela Solitária                         | Estrela Solitária                                 |
| 2005 | Christian Berger                      | Caché                               | Caché                                     | Nada a Esconder                                   |
| 2005 | Bruno Delbonnel                       | Un long dimanche de fiançailles     | Amor Eterno                               | Um Longo Domingo de Noivado                       |
| 2005 | Anthony Dod Mantle                    | Manderlay                           | Manderlay                                 | Manderlay                                         |
| 2005 | Ryszard Lenczewski                    | My Summer of Love                   | Meu Amor de Verão                         | Amor de Verão                                     |
| 2005 | Gyula Pados                           | Sorstalanság                        | Marcas da Guerra                          | Sem Destino                                       |
| 2006 | Barry Ackroyd                         | The Wind That Shakes the Barley     | Ventos da Liberdade                       | Brisa de Mudança                                  |
| 2006 | José Luis Alcaine                     | Volver                              | Volver                                    | Volver - Voltar                                   |
| 2006 | Roman Osin                            | Pride and Prejudice                 | Orgulho e Preconceito                     | Orgulho e Preconceito                             |
| 2006 | Timo Salminen                         | Laitakaupungin valot                | Luzes na Escuridão                        | Luzes no Crepúsculo                               |
| 2007 | Frank Griebe                          | Perfume: The Story of a Murderer    | Perfume - A História de um Assassino      | O Perfume - História de um Assassino              |
| 2007 | Anthony Dod Mantle                    | The Last King of Scotland           | O Último Rei da Escócia                   | O Último Rei da Escócia                           |
| 2007 | Mikhail Krichman                      | Izgnanie                            |                                           |                                                   |
| 2007 | Fabio Zamarion                        | La sconosciuta                      | A Desconhecida                            | A Desconhecida                                    |
| 2008 | Marco Onorato                         | Gomorra                             | Gomorra                                   | Gomorra                                           |
| 2008 | Luca Bigazzi                          | Il Divo                             | O Divo                                    | Il Divo - A Vida Espectacular de Giulio Andreotti |
| 2008 | Óscar Faura                           | El orfanato                         | O Orfanato                                | O Orfanato                                        |
| 2008 | Sergey Trofimov Rogier Stoffers       | Mongol                              | O Guerreiro Genghis Khan                  |                                                   |
| 2009 | Anthony Dod Mantle                    | Slumdog Millionaire e Antichrist    | Quem Quer Ser um Milionário? e Anticristo | Quem Quer Ser Bilionário? e Anticristo            |
| 2009 | Christian Berger                      | Das weiße Band                      | A Fita Branca                             | O Laço Branco                                     |
| 2009 | Maksim Drozdov Alisher Khamidkhodjaev | Bumazhnyy soldat                    |                                           |                                                   |
| 2009 | Stéphane Fontaine                     | Un prophète                         | O Profeta                                 | Um Profeta                                        |

## Década de 2010
| Ano  | Diretor de fotografia         | Filme                     | Título no Brasil            | Título em Portugal                   |
| ---- | ----------------------------- | ------------------------- | --------------------------- | ------------------------------------ |
| 2010 | Giora Bejach                  | Lebanon                   | Líbano                      | Líbano                               |
| 2010 | Caroline Champetier           | Des hommes et des dieux   | Homens e Deuses             | Dos Homens e dos Deuses              |
| 2010 | Pavel Kostomarov              | Kak ya provel etim letom  | Como eu Terminei Este Verão |                                      |
| 2010 | Barış Özbiçer                 | Bal                       | Mel                         | Mel                                  |
| 2011 | Manuel Alberto Claro          | Melancholia               | Melancolia                  | Melancolia                           |
| 2011 | / Fred Kelemen                | A torinói ló              | O Cavalo de Turim           | O Cavalo de Turim                    |
| 2011 | Guillaume Schiffman           | The Artist                | O Artista                   | O Artista                            |
| 2011 | Adam Sikora                   | Essential Killing         | Matança Necessária          | Essential Killing - Matar para Viver |
| 2012 | Sean Bobbitt                  | Shame                     | Shame                       | Vergonha                             |
| 2012 | Bruno Delbonnel               | Faust                     | Fausto                      | Fausto                               |
| 2012 | / Darius Khondji              | Amour                     | Amor                        | Amor                                 |
| 2012 | Gökhan Tiryaki                | Bir Zamanlar Anadolu'da   | Era Uma Vez na Anatólia     | Era Uma Vez na Anatólia              |
| 2012 | Hoyte van Hoytema             | Tinker Tailor Soldier Spy | O Espião que Sabia Demais   | A Toupeira                           |
| 2013 | Asaf Sudry                    | Lemale et ha'halal        | Preenchendo o Vazio         | Noiva Prometida                      |
| 2014 | Łukasz Żal Ryszard Lenczewski | Ida                       | Ida                         | Ida                                  |
| 2015 | Martin Gschlacht              | Ich seh Ich seh           | Boa Noite, Mamãe            |                                      |